# Caso das joias envolvendo Jair Bolsonaro

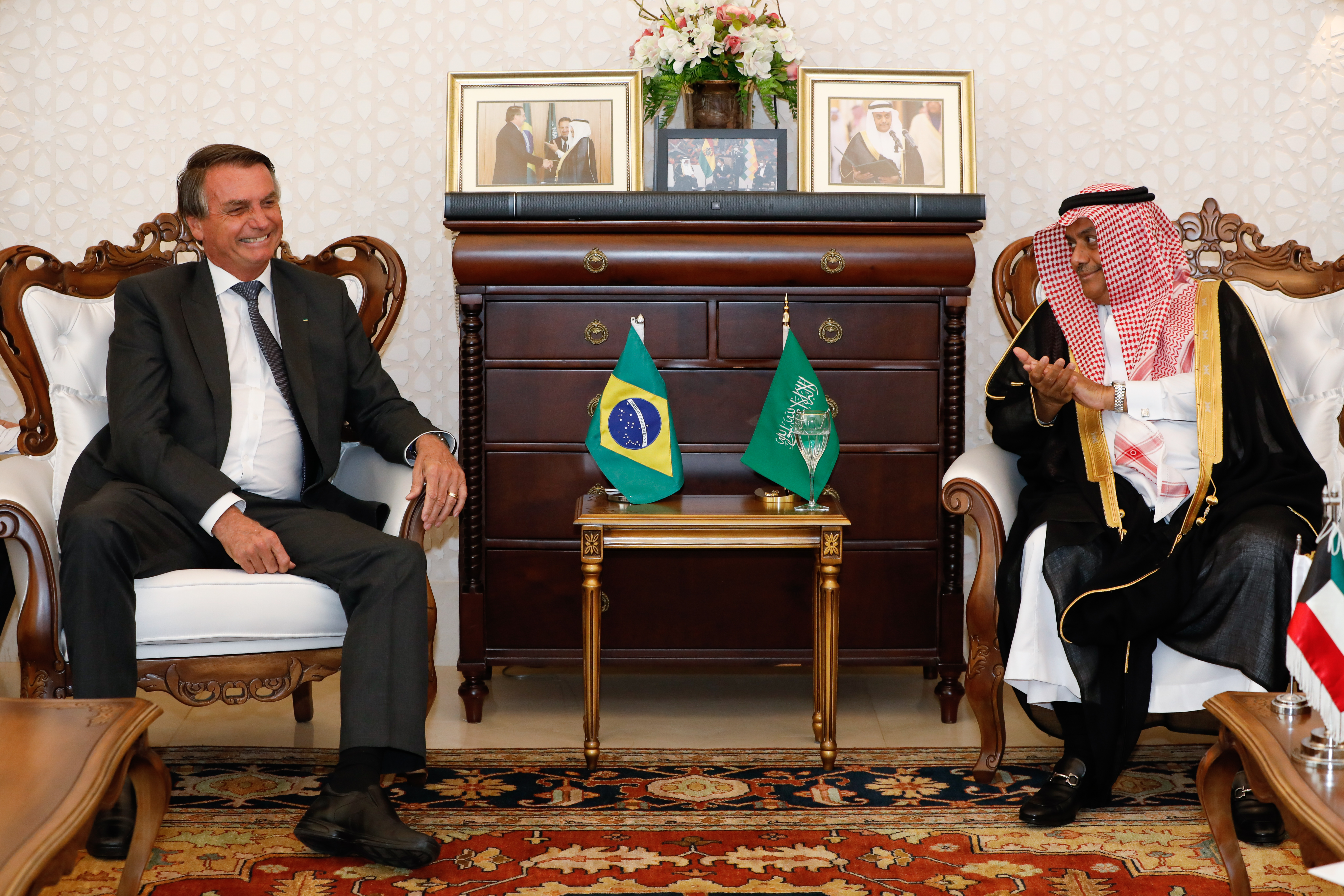
O então presidente Jair Bolsonaro almoçou na Embaixada da Arábia Saudita em Brasília no mesmo dia em que Bento Albuquerque recebia presentes na Arábia Saudita.

O caso das joias envolvendo Jair Bolsonaro refere-se a um episódio iniciado em outubro de 2021, quando o governo Jair Bolsonaro tentou trazer ao Brasil de forma possivelmente ilegal joias presenteadas pela Arábia Saudita para primeira dama e para o presidente. O caso foi exposto em 2023 pelo jornal O Estado de S. Paulo, que levantou suspeita sobre a legalidade do caso. Na reportagem, as peças foram descritas no valor de 16,5 milhões de reais, a Receita Federal posteriormente avaliou em 5 milhões de reais. Após a abertura de inquérito pela Polícia Federal brasileira, Jair Bolsonaro foi indiciado em julho de 2024 por peculato, associação criminosa e lavagem de dinheiro.

## Itens
A priori, os itens interceptados encontravam-se numa escultura em formato de cavalo, com danos visíveis na região das patas. Nele, encontrava-se um estojo, cujo conteúdo era colar, anel, relógio e um par de brincos de diamantes da marca suíça Chopard avaliados em 3 milhões de euros, o equivalente a 16,5 milhões de reais. Posteriormente, a imprensa relatou a existência de um segundo pacote, que apresentava itens masculinos, como relógio, abotoaduras, anel, caneta e um masbaha. Esses artigos, segundo o ex-presidente, foram destinados ao seu acervo pessoal.

## Caso
Em meados de 2021, o ministro de Minas e Energia Bento Albuquerque foi à Arábia Saudita representar o governo brasileiro na reunião de cúpula "Iniciativa Verde do Oriente Médio", realizada na capital daquele país. Ao retornar em 27 de outubro de 2021, as joias, que estavam na mochila de seu assessor Marcos André Soeiro, foram apreendidas no aeroporto de Guarulhos numa fiscalização de rotina. No Brasil, é obrigatória a declaração ao Fisco de qualquer bem que entre no país cujo valor seja superior a mil dólares, caso contrário, a entrada é ilegal.
A maneira correta de se retirar as joias seria fazer o pagamento do imposto de importação, que equivale a 50% do valor estimado do item, além de uma multa de mais 25%, pela tentativa de entrar no país de forma ilegal. Portanto, a retirada formal e legítima das joias apreendidas e estimadas em 16,5 milhões de reais custaria 12,3 milhões. Como o pagamento estava fora de cogitação, restou a Bolsonaro recorrer a órgãos do próprio governo.
Pouco tempo depois, o ministro retornou à área da alfândega e tentou usar o cargo para liberá-los. Neste momento, registrado em câmeras de segurança, Albuquerque disse que se tratava de um presente do governo da Arábia para Michelle Bolsonaro. Mesmo assim, o agente da Receita reteve as joias. Logo depois de não conseguir retirar os itens na alfândega, o Ministério de Minas e Energia acionou, em 3 de novembro de 2021 o Ministério de Relações Exteriores. O Itamaraty reforçou a pressão sobre a Receita, pedindo "providências necessárias para liberação dos bens retidos", por meio de ofício. Também por meio de ofício, o departamento da Receita responsável pela área negou novamente a liberação das peças e informou que o único procedimento a ser adotado seria o pagamento da multa e do imposto. Cerca de um mês após a interceptação das joias, o secretário da Receita Federal, chefe da autarquia, foi demitido pelo então ministro da Economia, Paulo Guedes.
À época, até o comando da Receita entrou na força-tarefa para liberar as joias. Entretanto, os servidores do órgão, que têm estabilidade na função e são funcionários de Estado, resistiram às pressões e fizeram valer a lei.
Bolsonaro tentou recuperar as joias oito vezes utilizando seu próprio gabinete, três ministérios (Economia, Minas e Energia e Relações Exteriores) e militares — a última em 29 de dezembro de 2022, três dias antes do fim de seu mandado — mas não teve sucesso.
Acerca do episódio, a Receita Federal publicou no dia 4 de março de 2023 uma nota de esclarecimento por meio da qual afirma que:
| “                                                      | (...) A Receita Federal saúda os agentes da aduana que cumpriram seus deveres legais com altivez, cortesia, profissionalismo e impessoalidade, honrando a instituição a que pertencem. | ” |
| — Nota de Esclarecimento da Receita Federal do Brasil. | |   |

## Investigações

### 2023
Em 6 de março de 2023, a Polícia Federal abriu um inquérito para investigar o envio de joias da Árabia Saudita ao ex-presidente Jair Bolsonaro.
Em 11 de agosto, a Polícia Federal, que deflagrou a operação de buscas em endereços ligados a Cid pai, Cid filho e a outros assessores e aliados de Bolsonaro, encontrou uma foto tirada pelo general Mauro Lourena Cid, pai do tenente-coronel Mauro Cid, em que ele aparece refletido na caixa de um dos presentes que levava a estrutura do coqueiro.

### 2024
Em 26 de março de 2024, o general Mauro Lourena Cid, pai do tenente-coronel Mauro Cid, em um depoimento na sede da Polícia Federal, em Brasília, disse que não escondeu joias de Bolsonaro e “apenas procurou avaliar dois conjuntos que recebeu de suas viagens no exterior”. Sobre o dinheiro levado ao exterior, Lourena Cid informou que tinha em torno de 68 mil dólares para fazer algumas compras. O depoimento durou mais de 2 horas e foi transcrito em três folhas, segundo o advogado.
Em 11 de junho, o diretor-geral da Polícia Federal, Andrei Rodrigues, confirmou a descoberta de mais uma joia e apura se o item foi negociado pelo grupo ligado ao ex-presidente Jair Bolsonaro nos Estados Unidos. A descoberta da joia ocorreu durante uma apuração feita por uma equipe da PF nos Estados Unidos. A ação foi realizada em parceria com o FBI. Os investigadores apuram se o item foi desviado do acervo da Presidência da República e comercializado em solo norte-americano por aliados de Bolsonaro.
Em 13 de junho, Mauro Cid, ex-ajudante de ordens do ex-presidente Jair Bolsonaro, e seu pai, general da reserva Mauro Lourena Cid, foram intimados pela Polícia Federal (PF) para prestar novos depoimentos. Os depoimentos foram motivados pela descoberta de mais uma joia saudita.
Em 25 de junho, a Polícia Federal encontrou informações relevantes no celular de Frederick Wassef, advogado do ex-presidente Jair Bolsonaro e do senador Flávio Bolsonaro, que participou da "operação de resgate" dos kits das joias.
Em 4 de julho, a Polícia Federal indiciou Bolsonaro pelas práticas de peculato, associação criminosa e lavagem de dinheiro. Também foram indiciados, entre outros, Frederick Wassef, Mauro Cid, Mauro Lourena Cid, o ex-ministro de Minas e Energia Bento Albuquerque e o ex-secretário de Comunicação Fabio Wajngarten. Segundo a delação de Mauro Cid no inquérito das joias, o então presidente Jair Bolsonaro perguntou qual o valor de um dos relógios recebidos e, posteriormente, acabou vendido por aliados nos Estados Unidos.
Em 8 de julho, o relatório da PF ao STF teve o sigilo retirado, e nele constatou-se que a afirmação em relatório que o ex-presidente Jair Bolsonaro recebeu U$ 25 mil em espécie provenientes da venda de joias sauditas recebidas por ele em viagem ao exterior. De acordo com as investigações, Bolsonaro teria recebido o dinheiro vivo de Mauro Lourena Cid, pai do tenente-coronel Mauro Cid. O dinheiro teria sido sacado nos Estados Unidos e trazido ao Brasil para ser entregue a Bolsonaro. Os investigadores afirmam que o transporte de dinheiro vivo teve como objetivo evitar a fiscalização dos órgãos de controle financeiro e dificultar o trabalho das autoridades em descobrir o esquema criminoso. Ao todo, a corporação aponta que teriam sido movimentados R$ 6,8 milhões com a venda das joias. O valor levantado teria custeado um período de estadia de Bolsonaro nos EUA.
Em 12 de julho, uma apuração interna da Agência Brasileira de Promoção de Exportações e Investimentos (ApexBrasil) informou que Mauro Lourena Cid, pai do ex-ajudante de ordens de Jair Bolsonaro, usou indevidamente a estrutura do escritório em Miami para negociar joias e presentes de Estado recebidas pela Presidência da República. A agência ainda identificou que o médico de Bolsonaro, Ricardo Camarinha, era funcionário fantasma do escritório.

### 2025
Em 27 de janeiro de 2025, a Polícia Federal do Brasil afirmou ao Supremo Tribunal Federal (STF) que o então ministro de Jair Bolsonaro, Fabio Wajngarten, atuou para ocultar kit de joias sauditas pelo anterior governo. Wajngarten negou qualquer irregularidade no caso.
Em 19 de fevereiro, o sigilo da delação de Mauro Cid, derrubado pelo ministro do STF Alexandre de Moraes, revelou que Cid e o seu pai repassaram 86 mil dólares a Jair Bolsonaro entre 2022 e 2023 após a venda de kits de joias e relógio dados pelo governo da Arábia Saudita.
Em 28 de julho, a Comissão de Ética Pública da Presidência da República aplicou uma censura ética ao ex-ministro de Minas e Energia Bento Albuquerque por caso das joias sauditas.

## Exposição

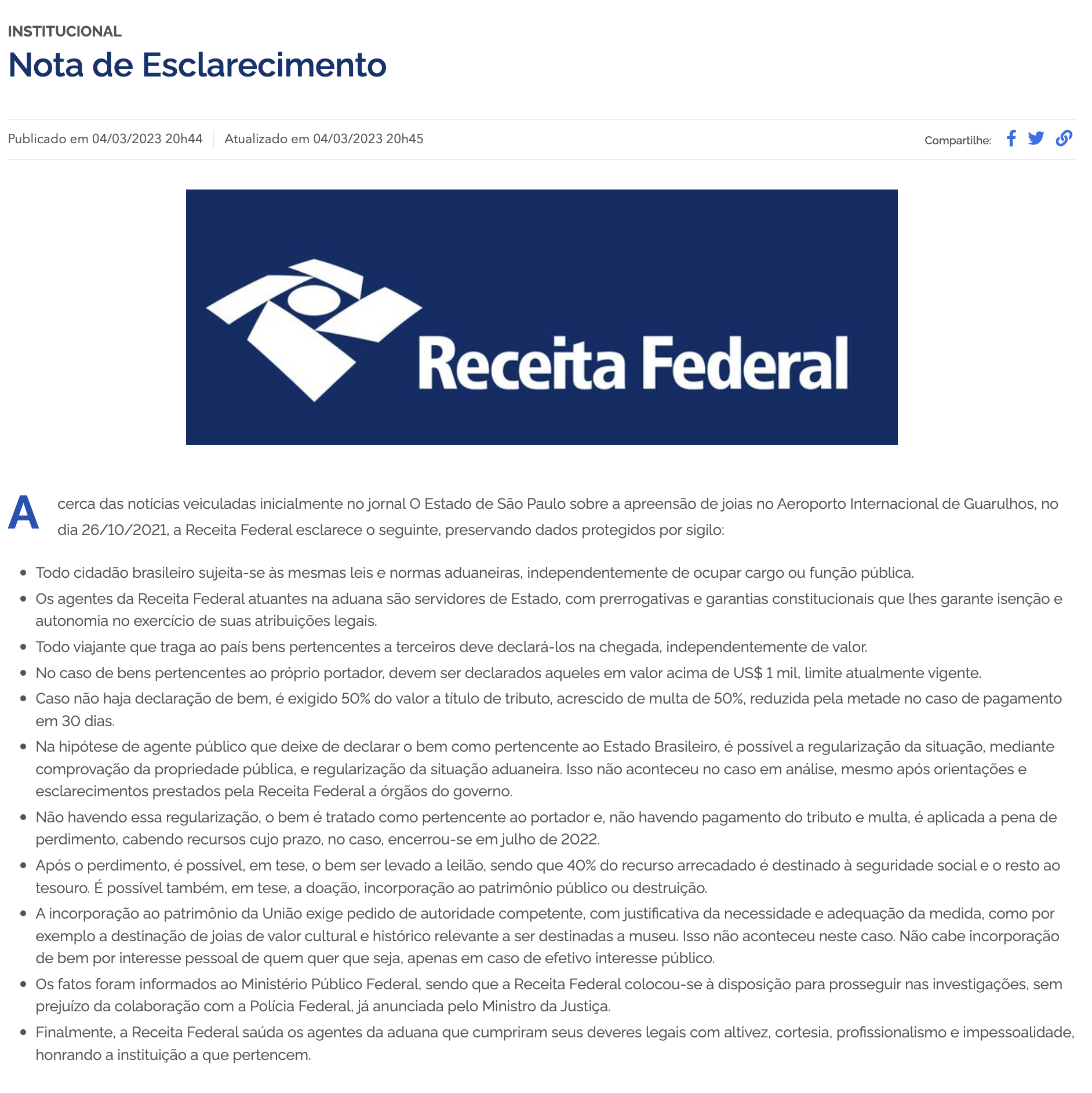
Comunicado emitido pela Receita Federal do Brasil por meio do qual informa que os fatos foram encaminhados ao MPF e que está à disposição para “prosseguir nas investigações

Em 3 de março de 2023, Adriana Fernandes e André Borges publicaram uma matéria n'O Estado de S. Paulo expondo o caso. Houve repercussão internacional por jornais como o The Washington Post, Clarín e Le Figaro, da imprensa americana, argentina e francesa, respectivamente.